# Wayne Eagling
Wayne Eagling (* 27. November 1950 in Montreal) ist ein kanadischer Balletttänzer und Choreograph.
Eagling absolvierte eine Ausbildung als Tänzer in Kalifornien und an der Royal Ballet School in London bei Patricia Ramsay. 1969 wurde er Mitglied, 1972 Solotänzer und 1975 Meistertänzer des Royal Ballet. Er übernahm hier u. a. Rollen in MacMillan's Triad (1972), Elite Syncopations (1974), Gloria (1980) und Different Drummer (1984) von Kenneth MacMillan, Four Schumann Pieces (1975) von Hans van Manen und Consort Lessons (1983) von David Bintley.
In den 1980er Jahren entstanden seine ersten Choreographien, darunter Frankenstein, the Modern Prometheus (Musik von Vangelis, Royal Ballet, London, 1984), Beauty and the Beast (Musik von Vangelis, Royal Ballet, London, 1986), Byron (Musik von Peter Tschaikowski, Corpo di Ballo del Teatro alla Scala, 1988) und Nijinsky (Musik von Claude Debussy, Ballett des Teatro di San Carlo, Neapel, 1989). 1989 choreographierte er anlässlich der Maueröffnung in Berlin das Wallconcert.
1991 beendete Eagling seine Laufbahn als Tänzer und übernahm die künstlerische Leitung des niederländischen Het Nationale Ballet, die er bis 2003 innehatte. Mit diesem schuf er Werke wie Ruins of time (1993), Symphony in waves (1994), Duet (1995), Lost touch (1996), Die Zauberflöte (mit Toer van Schayk, 1998) und Le Sacre du printemps (2000). Von 2005 bis 2012 war er künstlerischer Leiter des English National Ballet, für das er u. a. die Choreographien Resolution, Man Y Men und Nutcracker schuf. Nach 2012 arbeitete er als freiberuflicher Choreograph.